# Cruz de guerra (Bélgica)

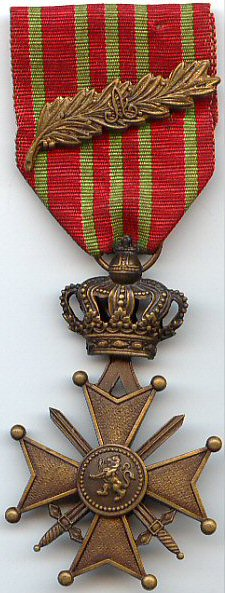
Croix de guerre de la Primera Guerra Mundial con la palma (anverso).

La Cruz de Guerra  (Croix de guerre holandés: Oorlogskruis; alemán: Kriegskreuz), es una condecoración militar del Reino de Bélgica que se estableció por decreto real decreto el 25 de octubre de 1915. Fue concedido principalmente por su valor u otra virtud militar el campo de batalla. El premio fue re estableció el 20 de julio de 1940 por el Gobierno belga en el exilio en Londres para el reconocimiento del valor y la virtud militar durante la Segunda Guerra Mundial. En 1940 la decoración también podía ser otorgada a las unidades que fueron citadas. La decoración se volvió a re establecer por decreto real el 3 de abril de 1954 para adjudicarla durante los conflictos futuros.

## Otras fuentes
- Quinot H., 1950, Recueil illustré des décorations belges et congolaises, 4e Edition. (Hasselt)
- Cornet R., 1982, Recueil des dispositions légales et réglementaires régissant les ordres nationaux belges. 2e Ed. N.pl.,  (Brussels)
- Borné A.C., 1985, Distinctions honorifiques de la Belgique, 1830–1985 (Brussels)
- Paul Hieronymussen, 1967, Orders Medals and Decorations of Britain and Europe in colour, 2nd Ed. 1970. (London)